# Peter Lilienthal
Peter Lilienthal (27 de novembre de 1927 - 28 d'abril de 2023) va ser un director, escriptor, actor i productor de cinema alemany. Està associat a director liberal del Nou Cinema Alemany als anys 70.

## Biografia
De petit, el 1939, Lilienthal va emigrar a Montevideo, Uruguai, amb els seus pares per escapar dels nazis. Només va tornar a Alemanya el 1956 per assistir a una escola de cinema.
A les dècades de 1960 i 1970, Lilienthal va estar entre els directors que es van centrar en la crítica social, juntament amb Wim Wenders i Rainer Werner Fassbinder. El 1970 va dirigir Malatesta amb Eddie Constantine i Christine Noonan, que conté alguns aspectes biogràfics de la vida de l'anarquista italià Errico Malatesta. La pel·lícula es va presentar al 23è Festival Internacional de Cinema de Canes. El 1975 Lilienthal va rodar Es herrscht Ruhe im Land, basat en un guió d'Antonio Skármeta. La imatge es va projectar al Festival Internacional de Cinema de Hof.
La seva pel·lícula de 1979 David, sobre un fill d'un rabí que sobreviu al règim nazi, va guanyar l'Ós d'Or al 29è Festival Internacional de Cinema de Berlín. El 1982 va dirigir l'actor nord-americà Joe Pesci a Dear Mr. Wonderful , el seu primer treball estatunidenc. Der Aufstand o La insurrección una altra col·laboraciò amb Skármeta de 1980, es va fer a Costa Rica i representa la Revolució Sandinista.
La pel·lícula de 1984 de Lilienthal Das Autogramm es va presentar al 34è Festival Internacional de Cinema de Berlín. Lilienthal va ser el primer director del departament Film- und Medienkunst (L'art del cinema i els mitjans) de l'Akademie der Künste a Berlín des de 1985, ocupant el càrrec fins a 1996. El 1996, va ser membre del jurat del 46è Festival Internacional de Cinema de Berlín. Va ser guardonat amb l'Orde del Mèrit de la República Federal d'Alemanya l'any 2000.
Lilienthal va morir a Munic el 28 d'abril de 2023, a l'edat de 95 anys.

## Filmografia

### Director
- 1958: Studie 23 (co-directors: Pit Kroke, Jörg Müller, Ralph Wünsche), curt
- 1959: Ausflug mit Damen (co-director Wolfgang Spier — Basat en una obra de Friedrich Michael)
- 1960: Die Nachbarskinder (segment de Der Nachbar, guionista: Benno Meyer-Wehlack), curt
- 1961: Biographie eines Schokoladentages (guionista: Dieter Gasper)
- 1962: Der 18. Geburtstag (guionista: Theodor Kotulla, Klaus Roehler)
- 1962: Stück für Stück (guionista: Benno Meyer-Wehlack)
- 1962: Picknick im Felde (guionista: Peter Lilienthal — Basat en una obra de Fernando Arrabal), curt
- 1963: Striptease (Basat en una obra de Sławomir Mrożek), curt
- 1963: Schule der Geläufigkeit (guionista: Dieter Gasper), curt
- 1964: Das Martyrium des Peter O'Hey (guionista: Günther Kieser, Peter Lilienthal — Basat en una obra de Sławomir Mrożek)
- 1965: Guernica – Jede Stunde verletzt und die letzte tötet (Basat en una obra de Fernando Arrabal), curt
- 1965: Seraphine oder Die wundersame Geschichte der Tante Flora (guionista: Peter Lilienthal — Basat en una obra de David Perry), curt
- 1966: Abschied (guionista: Günter Herburger)
- 1966: Der Beginn (guionista: Günter Herburger, Peter Lilienthal)
- 1967: Unbeschriebenes Blatt (guionista: Peter Lilienthal — Basat en una obra de Rhys Adrian)
- 1967: Abgründe (guionista: Peter Schneider, George Moorse, Peter Lilienthal — Antologia basat en històries de Stanley Ellin i Patrick Quentin)
- 1967: A Premeditated Crime (guionista: Piers Paul Read, Peter Lilienthal — Basat en una història de Witold Gombrowicz)
- 1968: Tramp oder Der einzige und unvergleichliche Lenny Jacobson (guionista: Peter Lilienthal — Basat en una obra de Barry Bermange)
- 1969: Horror (guionista: Peter Lilienthal — Basat en una novel·la de Henry Farrell)
- 1970: Malatesta (guionista: Heathcote Williams, Michael Koser, Peter Lilienthal)
- 1971: Die Sonne angreifen (guionista: Robert Muller, Peter Lilienthal — Basat en una novel·la de Witold Gombrowicz)
- 1971: Jakob von Gunten (guionista: Ror Wolf, Peter Lilienthal — Basat en la novel·la Jakob von Gunten de Robert Walser)
- 1973: La Victoria (guionista: Antonio Skármeta, Peter Lilienthal)[2]
- 1975: Schoolmaster Hofer (guionista: Herbert Brödl, Peter Lilienthal — Basat en Hauptlehrer Hofer de Günter Herburger)
- 1975: Es herrscht Ruhe im Land (guionista: Antonio Skármeta, Peter Lilienthal)[3]
- 1979: David (guionista: Jurek Becker, Peter Lilienthal — Basat en Den Netzen entronnen by Joel König)[3]
- 1980: Der Aufstand (guionista: Antonio Skármeta, Peter Lilienthal)[2]
- 1982: Dear Mr. Wonderful (guionista: Sam Koperwas)
- 1984: Das Autogramm (guionista: Peter Lilienthal — Basat en Cuarteles de invierno d’Osvaldo Soriano)[3]
- 1986: Das Schweigen des Dichters (guionista: Peter Lilienthal — Basat en The Continuing Silence of a Poet d’A. B. Yehoshua)[2]
- 1988: Der Radfahrer von San Cristóbal (guionista: Antonio Skármeta, Peter Lilienthal)
- 1995: Wasserman – Der singende Hund (guionista: Peter Lilienthal — Basat en una història de Yoram Kaniuk)
- 1995: Angesichts der Wälder (guionista: Peter Lilienthal — Basat en una història d’A. B. Yehoshua)

Documentals
- 1959: Im Handumdrehen verdient
- 1964: Marl – Das Porträt einer Stadt
- 1969: Noon in Tunisia
- 1970: Ich, Montag – Ich, Dienstag – Ich, Mittwoch – Ich, Donnerstag. Portrait Gombrowicz
- 1971: Start Nr. 9
- 1972: Shirley Chisholm for President
- 1977: Kadir
- 2001: Denk ich an Deutschland …: Ein Fremder
- 2007: Camilo: The Long Road to Disobedience

### Actor
- 1972: Dead Pigeon on Beethoven Street – Carlos
- 1977: The American Friend – Marcangelo
- 1978: I See This Land from Afar – Pfarrer Hendrich
- 1979: Milo Milo
- 1983: Der Platzanweiser – Porträt eines Kinomanen